# Романівська сільська рада (Теребовлянський район)
Рома́нівська сільська́ ра́да — адміністративно-територіальна одиниця та орган місцевого самоврядування в Теребовлянському районі Тернопільської області. Адміністративний центр — село Романівка.

## Загальні відомості
- Романівська сільська рада утворена в 1939 році.
- Територія ради: 4,351 км²
- Населення ради: 726 осіб (станом на 2001 рік)
- Територією ради протікає річка Гнила Рудка.

## Населені пункти
Сільській раді підпорядковані населені пункти:
- с. Романівка

## Склад ради
Рада складається з 12 депутатів та голови.
- Голова ради: Думанський Богдан Володимирович

### Керівний склад попередніх скликань
| Прізвище, ім'я, по батькові     | Основні відомості                                                               | Дата обрання | Дата звільнення |
| ------------------------------- | ------------------------------------------------------------------------------- | ------------ | --------------- |
| Рудий Іван Мирославович         | Сільський голова, 1974 року народження, член Української Народної Партії        | 26.03.2006   | 31.10.2010      |
| Кацан Ганна Миколаївна          | Сільський голова, 1957 року народження, освіта середня спеціальна, позапартійна | 31.10.2010   | 27.03.2014      |
| Думанський Богдан Володимирович | Сільський голова, 1956 року народження, освіта середня спеціальна, безпартійний | 26.10.2014   |                 |

Примітка: таблиця складена за даними сайту Верховної Ради України

### Депутати
За результатами місцевих виборів 2010 року депутатами ради стали:

#### За суб'єктами висування
| Суб'єкт висування                 | Кількість обраних депутатів | %    |
| --------------------------------- | --------------------------- | ---- |
| Самовисування                     | 11                          | 91,7 |
| Політична партія «Сильна Україна» | 1                           | 8,3  |

#### За округами
| № округу                          | Прізвище, ім'я, по батькові   | Дата визнання обраним | Освіта             | Партійна приналежність                        | Відомості про обраного депутата               |
| --------------------------------- | ----------------------------- | --------------------- | ------------------ | --------------------------------------------- | --------------------------------------------- |
| Політична партія «Сильна Україна» |                               |                       |                    |                                               |                                               |
| 12                                | Ткачик Світлана Михайлівна    | 02.11.2010            | вища               | позапартійна                                  | Романівська загальноосвітня школа, вчитель    |
| Самовисування                     |                               |                       |                    |                                               |                                               |
| 1                                 | Білошицький Юрій Михайлович   | 02.11.2010            | вища               | позапартійний                                 | тимчасово не працює                           |
| 2                                 | Воронка Оксана Миколаївна     | 02.11.2010            | вища               | член Всеукраїнського об'єднання «Батьківщина» | Романівська сільська рада, головний бухгалтер |
| 3                                 | Явний Іван Володимирович      | 02.11.2010            | середня спеціальна | позапартійний                                 | тимчасово не працює                           |
| 4                                 | Абрамець Марія Володимирівна  | 02.11.2010            | вища               | позапартійна                                  | тимчасово не працює                           |
| 5                                 | Воронка Володимир Ярославович | 02.11.2010            | вища               | позапартійний                                 | студент                                       |
| 6                                 | Ділай Галина Іванівна         | 02.11.2010            | середня спеціальна | позапартійна                                  | тимчасово не працює                           |
| 7                                 | Уруська Ольга Володимирівна   | 02.11.2010            | середня            | позапартійна                                  | Будинок культури с. Романівка, завідувачка    |
| 8                                 | Пахолок Богдан Ярославович    | 02.11.2010            | вища               | позапартійний                                 | тимчасово не працює                           |
| 9                                 | Король Світлана Мирославівна  | 02.11.2010            | середня спеціальна | позапартійна                                  | тимчасово не працює                           |
| 10                                | Головчук Оксана Ярославівна   | 02.11.2010            | середня спеціальна | позапартійна                                  | тимчасово не працює                           |
| 11                                | Бучинська Галина Ярославівна  | 02.11.2010            | середня спеціальна | позапартійна                                  | Дитячий садок, помічник вихователя            |